# Mar de Panonia

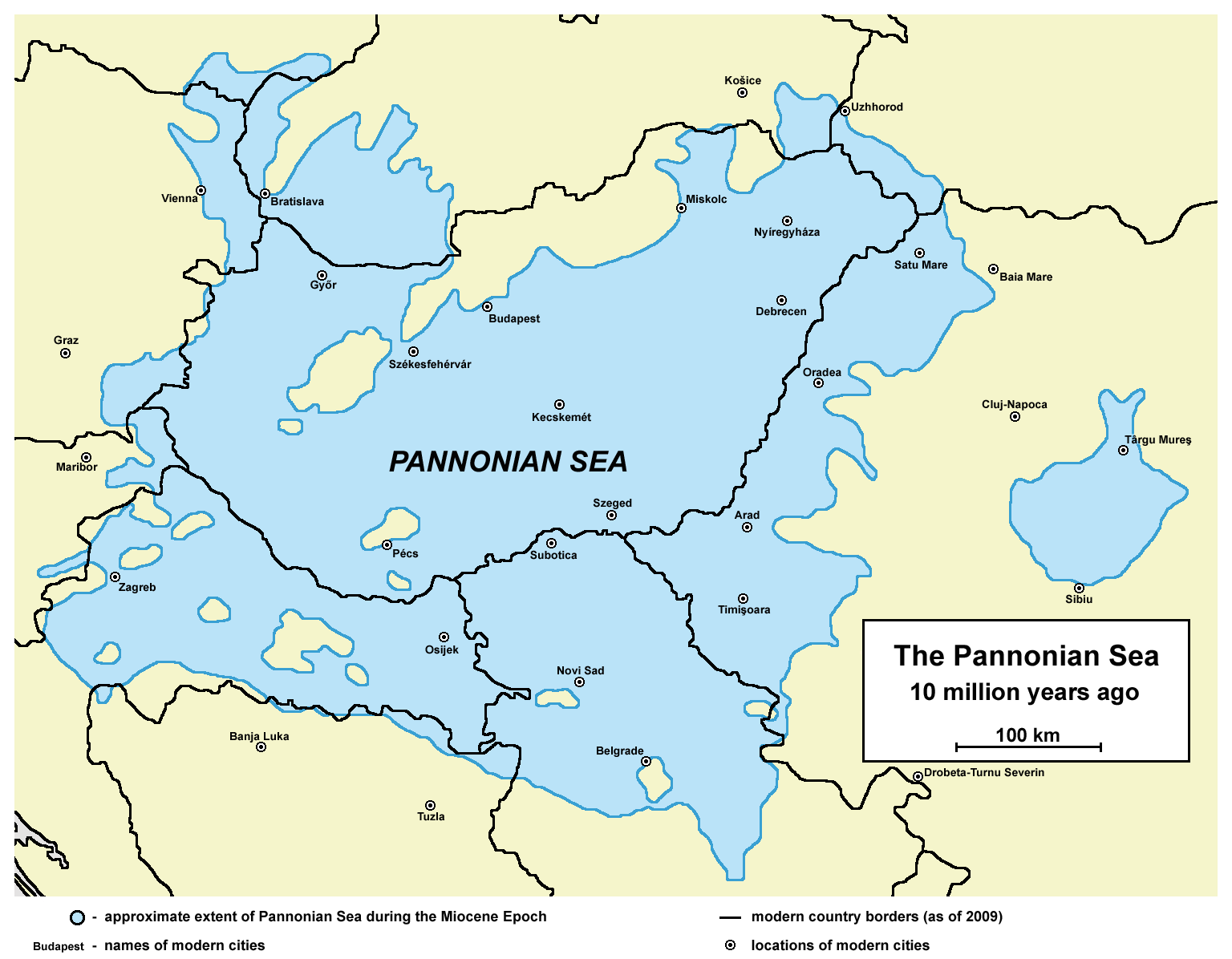
El mar de Panonia durante el Mioceno.

El mar de Panonia fue un mar somero localizado en el área conocida como Llanura Panónica en Europa Central. Se formó hace unos 10 millones de años cuando Paratetis quedó aislado y se dividió en varios mares, siendo el mar de Panonia uno de ellos. El mar de Panonia existió durante el Plioceno. Durante ese período, entre tres y cuatro kilómetros de sedimentos marinos se depositaron en la cuenca de Panonia.

## Historia
Paratetis se formó durante la transición entre el Oligoceno y el Mioceno (hace 34 millones de años) como una extensión del océano Tetis. La conexión entre los dos mares se interrumpió y el océano Tetis desapareció paulatinamente bajo Asia Occidental, permaneciendo únicamente Paratetis como los restos de este gran océano. El mar de Panonia formó parte de Paratetis, separándose y convirtiéndose en un mar independiente durante la última parte del Mioceno, hace alrededor de 10 millones de años. El mar de Panonia estaba conectado con el mar Mediterráneo a través del territorio contemporáneo del golfo de Rona, Baviera y la cuenca de Viena.
A través del estrecho de Đerdap, el mar de Panonia se conectaba con otro mar localizado en la cuenca de Valaquia. Durante el período con mayor nivel del mar, el panónico alcanzó la zona contemporánea del sur de Serbia: un golfo del mar Panónico localizado en el valle de Morava que se extendía hasta la depresión de Vranje, conectaba con el mar Egeo a través del valle de Preševo.
El mar Panónico existió como mar independiente durante cerca de 9 millones de años. Sus últimos restos desaparecieron en la mitad del Pleistoceno, hace unos 600.000 años, mucho después de que desapareciese el océano Tetis. El agua del mar Panónico fluyó a través del desfiladero de Puertas de Hierro en el río Danubio, dejando una amplia llanura conocida como la Llanura Panónica. Los restos de las antiguas islas del mar Panónico constituyen las Montañas de las Islas Panonias (Montañas de Fruška Gora y Montañas de Vršac).

## En la cultura popular
En 1979, el cantante serbio Đorđe Balašević lanzó un sencillo llamado Panonski Mornar (marinero panoniano).